# Abd al-Muttalib
Abd al-Muttalib (arabiska: عبد المطلب) var den islamiske profeten Muhammeds farfar och därmed far till Abdullah och även far till profetens farbror Abu Talib. Abd al-Muttalib tog hand om  Muhammed efter hans mors bortgång då han var sex år gammal. 
Abd al-Muttalib anses ha varit en from och rättfärdig man som följde Abrahams och Ismaels religion. Det har rapporterats att han visste om att en av hans sönsöner skulle bli profet och att han beordrade sina söner att tro på honom. Det har även rapporterats att han sagt att Muhammed skulle bli väldigt viktig och att han bad Abu Talib att stödja honom med sin hand och tunga.